# From Yesterday
From Yesterday è un singolo del gruppo musicale statunitense Thirty Seconds to Mars, pubblicato il 7 novembre 2006 come terzo estratto dal secondo album in studio A Beautiful Lie.
Il brano ha vinto il premio "Miglior singolo" ai Kerrang! Awards 2008, mentre il relativo video musicale, realizzato dal frontman Jared Leto, è il primo video americano realizzato in Cina.

## Video musicale
Il video vede un imperatore cinese bambino all'inizio del XX secolo, probabilmente l'ultimo Imperatore della Cina Pu Yi nella Città Proibita, che per il suo compleanno chiede a due servitori come desiderio, sussurrando loro nell'orecchio, "il suono del domani". Nella scena successiva a questa richiesta, è possibile vedere i quattro componenti del gruppo vestiti completamente di bianco intenti a concentrarsi in camerino prima di salire sul palco in un concerto in America del Nord, fino a quando non entra una ragazza asiatica che annuncia loro il momento di esibirsi. Davanti ad una porta in corridoio, scoprono che è chiusa a chiave e un corto circuito spegne le luci.
Il gruppo apre la porta e si ritrova nella Città Proibita con abiti completamente neri, dove trova un esercito di soldati, distribuiti in due file, che tengono ognuno una bandiera rossa. Jared Leto nota una donna nella maschera bianca, di cui non si accorgono gli altri. I musicisti vengono invitati al cospetto dell'Imperatore e ricevono ognuno una mappa, considerata come un regalo prezioso. A questo punto Jared domanda a Shannon Leto: "È un regalo?" Vengono successivamente accompagnati ad indossare speciali armature da combattimento e una maschera (tradizione cinese antica). Prima di recarsi ad un duello contro i loro stessi alter ego, ognuno di loro assiste ad una diversa parte della Cina: Jared vede tre ragazze che vengono sacrificate, Shannon un incontro intimo tra un uomo e una donna anziani, Matt Wachter si imbatte invece in un uomo che si fustiga e Tomo Miličević trova una defunta cui mettono in bocca una pallina nera col mercurio, antica tradizione cinese. Durante l'esecuzione del brano, i quattro musicisti combattono tra loro in una coreografia in cui devono combattere a morte, ma sono coperti dalle maschere e quindi non si riconoscono a vicenda e che alla fine non porterà nessun vincitore. Alla fine, si sfilano le maschere e si sorridono per essere sopravvissuti.
Nel finale del video è possibile ascoltare le prime note di A Beautiful Lie, brano che sarebbe uscito come singolo successivo.

## Tracce
CD (Europa)
1. From Yesterday (Radio Edit) – 3:52
2. The Story (Live @ AOL Sessions Undercover) – 3:58
3. From Yesterday (Video) – 13:40 – presente nell'edizione maxi-singolo pubblicata nel 2007

7" picture disc (Regno Unito)
- Lato A

1. From Yesterday (Chris Lord-Alge Mix) – 4:14

- Lato B

1. A Beautiful Lie (Acoustic) – 3:42

7" (Stati Uniti)
- Lato A

1. From Yesterday (Chris Lord-Alge Mix) – 4:14

- Lato B

1. The Kill (Acoustic, Live On VH-1) – 3:48

CD (Regno Unito)
1. From Yesterday (Radio Edit) – 3:52
2. Stronger (Radio 1 Live Version) – 6:01
3. From Yesterday (Video) (Director's Cut) – 13:40

7" (Regno Unito) (VUS340)
1. From Yesterday – 4:07

7" (Regno Unito) (VUSX 340)
- Lato A

1. From Yesterday (Chris Lord-Alge Mix) – 4:14

- Lato B

1. The Kill (Radio 1 Live Version) – 3:47

## Classifiche
| Classifica (2006-07)          | Posizione massima |
| ----------------------------- | ----------------- |
| Australia                     | 33                |
| Austria                       | 53                |
| Canada (rock)                 | 18                |
| Germania                      | 72                |
| Italia                        | 45                |
| Nuova Zelanda                 | 13                |
| Paesi Bassi                   | 56                |
| Regno Unito                   | 37                |
| Stati Uniti                   | 76                |
| Stati Uniti (alternative)     | 1                 |
| Stati Uniti (mainstream rock) | 11                |

## Date di pubblicazione
| Paese       | Data di pubblicazione |
| ----------- | --------------------- |
| Stati Uniti | 7 novembre 2006       |
| Austria     | 16 gennaio 2007       |
| Italia      | 20 aprile 2007        |
| Lettonia    | 4 febbraio 2008       |
| Regno Unito | 4 febbraio 2008       |